# Camille Demesmay
Camille Demesmay, né le 15 avril 1815 à Besançon et mort dans sa vile natale le 4 avril 1890, est un sculpteur et un peintre français. Il a dirigé l'école de dessin de Besançon.

## Biographie
Camille Alexis Just Joseph Demesmay est originaire de Besançon, où son père Guy Étienne Donat Demesmay (1781-1860) était avocat, conseiller à la cour d'appel et conseiller général du Doubs ; il est le cousin d’Auguste Demesmay, écrivain et poète franc-comtois, député du Doubs en 1831 puis représentant du peuple à l’assemblée de 1848.
Camille Demesmay fait d'abord son droit à Paris tout en étudiant, en même temps la sculpture ; reçu licencié en droit en 1839, il renonce à devenir juge d’instruction pour se consacrer exclusivement à l'art et débute au Salon de 1838. Il expose régulièrement au Salon jusqu’en 1863 et est récompensé par une seconde médaille en 1848.
Revenu dans sa ville natale, il inaugure son retour par le don de statues et de modèles en plâtre de son atelier, qu'il offre au musée et devient professeur du cours artistique (dessin, peinture et sculpture) de l’École des beaux-arts de Besançon ; en juillet 1872, à la suite de la mise à la retraite de Joseph-Ferdinand Lancrenon, il est nommé directeur de l’École des beaux-arts ; après le décès de Lancrenon en août 1874, il obtient le poste de conservateur du musée.
En juillet 1889, son état de santé de lui permettant plus de remplir ses fonctions, il est remplacé, à titre provisoire par Auguste Castan.

## Œuvre

### Sculptures

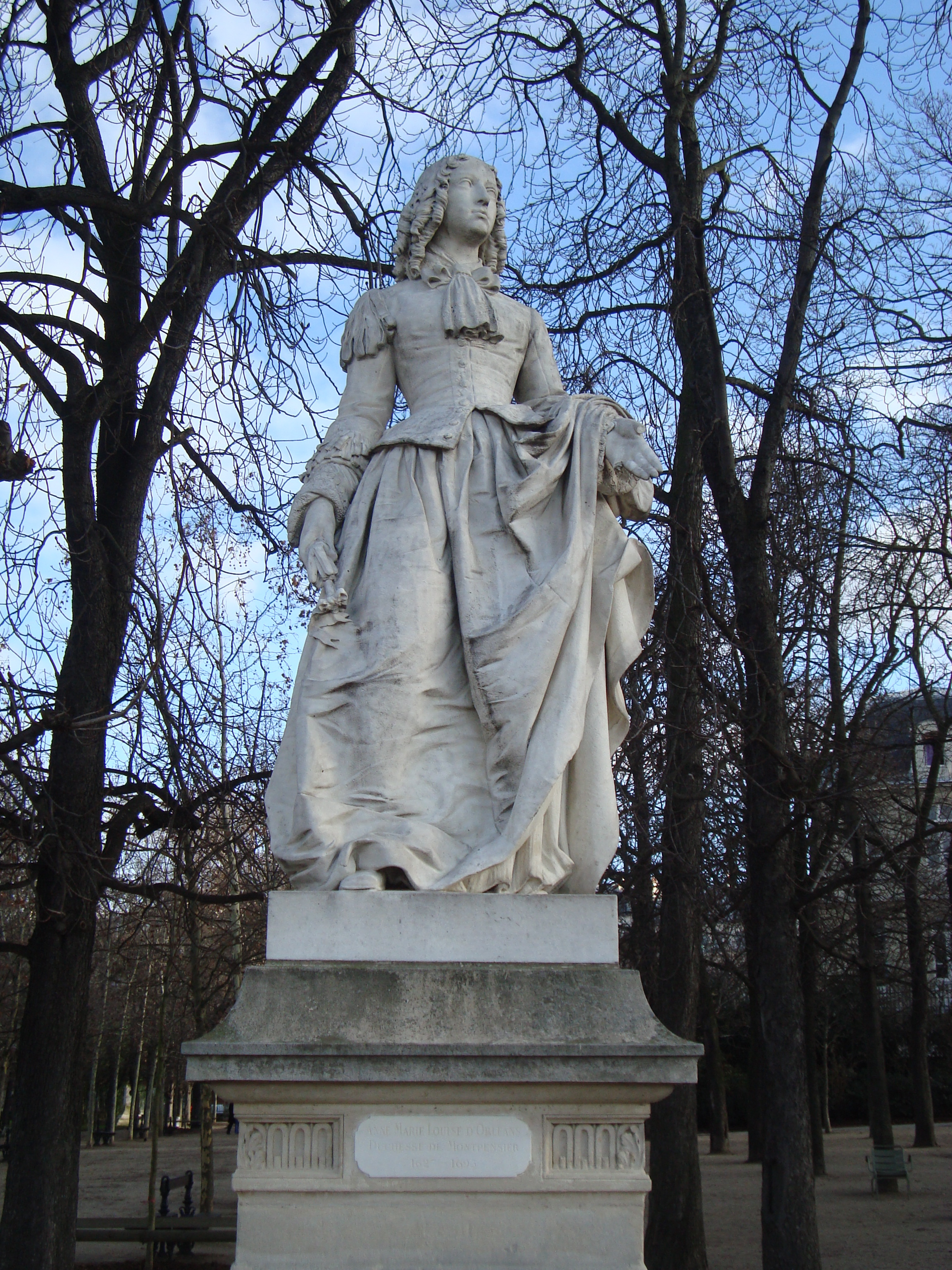
Statue de Mlle de Montpensier au Jardin du Luxembourg.

- Buste du général Moncey : buste en marbre (1842) à la bibliothèque municipale de Besançon[7], puis à la gendarmerie de Tarragnoz et, depuis mars 2018, au fort des Justices (mémorial de la gendarmerie);
- Buste de Victor Proudhon : Demesmay fut choisi par le conseil municipal de Besançon, en 1845, pour exécuter un buste de V. Proudhon, doyen de la faculté de droit de Dijon et qui avait été l’un des professeurs de son père ;
- Statue de Mlle de Montpensier : statue en marbre, en pied, (1848) dans la série « Reines de France et Femmes illustres » du jardin du Luxembourg[8]; le modèle en plâtre a été offert par l’artiste au musée de Besançon;
- Statue de Saint-Gervais : statue en pierre (Salon de 1845) à la cathédrale du Mans[9];
- « Naïs » : statue en plâtre (h.1,50 m), assise et les cheveux flottants, elle n'a pour vêtement qu'une draperie qui passe sur le haut de sa cuisse droite : l'une de ses mains tient l'anse d'un panier rempli de fleurs, son autre main en extrait une guirlande ; don de l’auteur au musée de Besançon[10];
- Buste de François de Malherbe, poète : buste en plâtre (1849) à l’École normale de Paris;
- Buste de Jean Siméon Chardin, peintre : buste en marbre (Salon de 1850) ; dans les galeries du musée du Louvre[11] ; une réplique en marbre est au musée d’Amiens;
- Buste de Bertrand Pelletier, chimiste, membre de l’Institut : marbre daté de 1853, au musée du château de Versailles[12];
- Buste de Ferdinand Hérold : buste en marbre (1854) à l’Opéra-comique[13];
- Buste du duc de Rovigo : buste en marbre (Salon de 1857) au musée du château de Versailles[14] ; une réplique en marbre se trouve aux hospices civils de Sedan[15];
- Buste du général Morand : buste en marbre (Salon de 1857) ; au musée du château de Versailles[16];
- La Vierge et l’Enfant Jésus : (1857) statue en marbre (h. 2 m) destinée initialement à l’église Saint-Geneviève à Paris ; à l'Église Notre-Dame de Versailles[17];
- Décors extérieurs du Palais du Louvre: Demesmay est l’auteur de trois bas-reliefs (datés de 1866) : « Enlèvement d’Europe » sur un  fronton de l’Aile de Flore[18] et deux autres entourant une lucarne du second étage[19] ainsi que de deux statues « La Justice » au niveau de l’attique du Pavillon Molien[20] et « la Vérité » au niveau de l’attique du Pavillon des États[21] et de « La Chalcographie », allégorie  des arts des sciences et des techniques[22];
- Hôtel de ville de Paris : esquisse de la statue de Nicolas de Catinat en 1879, pour le nouvel hôtel de ville, reconstruit entre 1874 et 1882 ; ses trois esquisses ayant été refusées Demesmay a renoncé à sa commande qui a été attribuée à André Massoulle ; il avait déjà réalisé le même sujet pour l’ancien hôtel de ville[23];
- Les Saintes femmes allant au Tombeau : bas-relief dans l’église Saint-Leu à Paris qui a été détruit pendant la commune de Paris;
- « L’Ange vengeur » ou « Le Génie de la Revanche »: monument à la mémoire des morts des combats du 1er février 1871[24] — au centre du cimetière communal de Pontarlier[25];

### Peintures
- La Mare à Céry : toile 1,20 m × 1 m, Salon de 1881, Coll. Musée des beaux-arts et d'archéologie de Besançon ;

## Sources
(mars 2013).
- Émile Fourquet, Les Hommes célèbres de Franche-Comté, éd. Lafitte Reprints, 1993
- « Demesmay (Camille) », notice dans : Stanislas Lami, Dictionnaire des sculpteurs de l'école française du dix-neuxième siècle, tome II, p. 166-169, 1916.
- Patrick Frechard, Les peintres paysagistes au Valbois et à Nans-sous-Sainte-Anne : XIXe siècle et XXe siècle, Besançon, 2002.